# Brezova (Chorwacja)
Brezova – wieś w Chorwacji, w żupanii krapińsko-zagorskiej, w gminie Sveti Križ Začretje. W 2011 roku liczyła 287 mieszkańców.